# Kriva Reka (Čajetina)
Pour les articles homonymes, voir Kriva Reka.
Kriva Reka (en serbe cyrillique : Крива Река) est une ville de Serbie située dans la municipalité de Čajetina, district de Zlatibor. Au recensement de 2011, elle comptait 1 049 habitants.

## Démographie

### Évolution historique de la population
| 1948  | 1953  | 1961  | 1971  | 1981  | 1991  | 2002  | 2011  |
| ----- | ----- | ----- | ----- | ----- | ----- | ----- | ----- |
| 1 447 | 1 525 | 1 455 | 1 320 | 1 262 | 1 226 | 1 135 | 1 049 |

|  |